# It's OK!
It's OK! é uma canção do girl group britânico Atomic Kitten. Foi escrito por Hallgeir Rustan junto com Mikkel Storleer Eriksen e Tor Erik Hermansen do Stargate e gravado para o segundo álbum das meninas Feels So Good (2002). A canção foi lançada pela Virgin Records como o carro-chefe do álbum em maio de 2002 e se tornou um sucesso comercial mundial.

## Performance nos gráficos
O single foi um sucesso mundial, vendendo mais de 400.000 cópias em todo o mundo. Alcançou o # 17 no European Singles Chart, e #22 no ranking mundial. A canção foi direto para o número 3 nas paradas britânicas. Tornou-se o 35º single mais vendido de 2002, vendido 218.346 cópias, e foi certificado de prata. Foi o quarto melhor single do grupo no Reino Unido. O single alcançou o maior sucesso do grupo na Dinamarca, alcançando o 9º lugar.
A canção também se tornou um top dez na República da Irlanda, Áustria e Suíça, e top vinte na Valónia, Bélgica, Nova Zelândia, Alemanha e Espanha. Na Austrália, a posição a mais elevada da carta da canção era # 24. No entanto, ainda era o quarto melhor single vendido pelo grupo lá. Na Suécia, a música chegou ao # 21, faltando apenas o top 20, e na Holanda, a música alcançou o #29. Em Flandres, Bélgica, a música conseguiu uma posição # 33, e na França, atingiu o #37, ficando no top 40, por duas semanas. Apesar disso, foi o terceiro maior single por lá.

## Videoclipe
O vídeo da música é se passa em uma praia na África do Sul. As meninas estão fazendo atividades como pegar sol e remar no mar. O grupo então aventura-se no litoral depois de decidirem andar de carro, no qual Natasha Hamilton está dirigindo; Admirando a paisagem e cantando junto com a música. Durante o refrão da música, o grupo aparece em uma festa em um bar na praia, dançando com várias pessoas à noite. O vídeo termina então com as meninas que sentam-se em torno de uma fogueira, no meio da noite, com a parte ainda no mid-conflict. Ao longo do processo do vídeo, as meninas estão constantemente olhando para homens diferentes no bar à noite. As meninas aparecem de biquínis e outras roupas sexy, a sensação de boas vibrações,  elegância e modernidade do vídeo. Além disso, é possível perceber uma colisão na barrriga de Natasha Hamilton, mostrando que ela já estava em seus estágios iniciais da gravidez.